# Herbert Kilpin
Herbert Kilpin (ur. 24 stycznia 1870 r. w Nottingham, zm. 22 października 1916 w Mediolanie) – angielski piłkarz. 

## Życiorys
Karierę piłkarską rozpoczął grając w angielskich zespołach Notts Olympic i Saint Andrews. W 1891 r. wyemigrował do Włoch, gdzie został zawodnikiem Internazionale Torino. W 1898 r. przeprowadził się do Mediolanu, a rok później został jednym z założycieli klubu A.C. Milan (wówczas pod nazwą Milan Cricket and Foot-Ball Club). Pierwszy kapitan mediolańskiego zespołu i jego pierwszy trener. Trzykrotny mistrz Włoch (1901, 1906 i 1907).